# Granaatpitta
De granaatpitta (Erythropitta granatina, ook wel Pitta granatina) is een vogelsoort uit de familie van pitta's (Pittidae).

## Kenmerken
De vogel is 17 cm lang, heeft een zwarte kop en keel met een helderblauwe wenkbrauwstreep en daarboven een felrode kopkap. De borst is donkerblauw en daaronder karmijnrood. De rug en de vleugels zijn helderblauw. Onvolwassen granaatpitta's zijn overwegend bruin gekleurd (zie afbeelding).

## Leefwijze
Net als de meeste pitta’s leeft de granaatpitta in ongerept tropisch regenwoud. Hoewel de dieren kunnen vliegen, geven ze er doorgaans de voorkeur aan om op de grond te blijven. Hun voedsel vinden ze op bosbodem en bestaat uit insecten en andere ongewervelde dieren zoals slakken.

## Verspreiding en leefgebied
De granaatpitta kwam voor op Malakka en Tanintharyi (Myanmar) en de Grote Soenda-eilanden (Borneo en het noordelijk deel van Sumatra). Uit Myanmar zijn in deze eeuw geen waarnemingen meer. In Malakka is het een schaarse, plaatselijk algemene vogel in ongerept regenwoud, in Thailand is hij zeldzaam, schaars op Sumatra en op Borneo plaatselijk algemeen.
De soort telt twee ondersoorten:
- E. g. coccinea: Malakka en Sumatra.
- E. g. granatina: Borneo (behalve het noorden).

## Status
Het leefgebied van de granaatpitta wordt bedreigd door houtkap en de omzetting van bos in landbouwgronden. De soort wordt aangemerkt als gevoelig op de Rode Lijst van de IUCN.